# ابوجعفر اشناس
ابوجعفر (اشناس)؛ (مرگ در ۸۴۴ م. /۲۳۰ ه‍.ق) از سرداران تُرک دوره عباسی بود که در دوران معتصم وارد دستگاه خلافت شد و از ۲۱۹ تا ۲۳۰ ه‍.ق والی مصر بود. بنا به نظر بعضی، اشناس به دستور معتصم شربت مسمومی را به امام محمد التقی می‌نوشاند که باعث مرگ او می‌شود.

## ریشه
ریشه کلمه اشناس احتمالاً ایرانی است. افندی می‌گوید ضبط مشهور در این کلمه به ضم اول است، اما بعضی از افاضل آن را به فتح اول [یعنی اَشناس] نیز آورده‌اند. مؤلف اعیان الشیعه حدس زده که «اشناس» صورت دیگری از کلمه «شناس» باشد. دلیل دیگر بر ایرانی بودن این کلمه این است که به نوشته ابوالفضل بیهقی نام افشین، «اشناس» بوده‌است، که البته این نظر مخالفان نامداری هم دارد. در کتاب تاریخ الأمم والملوک (تاریخ طبری)، ذیل وقایع سال ۲۰۲ هجری در مورد نام ابوجعفر اشناس اینطور روایت شده که معتصم، که در آن زمان هنوز شاهزاده بوده و به خلافت نرسیده بوده، در زمان جنگ با خوارج هدف یک تیرانداز قرار می‌گیرد که یکی از غلامان ترک با انداختن خود جلوی تیر به تیرانداز می‌گوید مرا اشناس (مرا بشناس). از آن زمان به بعد، معتصم نام این غلام ترک را اشناس می‌گذارد

## زندگی‌نامه
اشناس در زمان معتصم در جنگ عموریه حضور مؤثری داشت. معتصم در این جنگ کل نیروی خود را دو قسمت نمود که یک قسمت کوچکتر ده هزار نفره تحت فرمان افشین سردار ایرانی قرار گرفت که با امیرعمرالاقصی و سربازان ارمنی واسپوراکان پیوستند و بعداً تئوفیلوس امپراتور روم را در جنگ انزن شکست دادند و قسمت بزرگتر را خود به سوی کاپادوکیه و دروازه‌های کیلیکیه هدایت کرد که فرماندهی پیش قراوالان سپاه خلیفه با اشناس، جناح راست با ایتاخ، جناح چپ با جعفر ابن دینار الخیاط و قلب سپاه با عجیف ابن انبسه بود که دو سپاه در آنکارا بهم ملحق می‌شدند و به سمت عموریه می‌رفتند.
معتصم اشناس را ولایت و قدرت داد تا از طرف خلیفه هر کس را بخواهد امارت دهد از آن زمان به بعد بر منابر برایش دعا می‌کردند، در حالی که قبلاً دعا اختصاص به خلفا داشت. در ایام خلافت واثق اشناس به حکومت بغداد منصوب شد و دامنه قدرت و نفوذش تا آخرین نقطه نفوذ خلافت در مغرب پیش رفت و گسترش یافت و امور این نواحی به دست او سپرده شد و بدون مراجع به خلیفه هر که را می‌خواست بکار می‌گماشت و هر که را نمی‌خواست بر کنار می‌کرد و در تمام امور مملکت مبسوط الید بود و به نشانه حسن نیت، خلیفه دو گردن آویز از جواهرات را به گردن او آویخته بود.
معتصم پس از سرکوب بابک به دست افشین، اُتْرُجه دختر اشناس را به عقد حسن پسر افشین درآورد و مجلس باشکوهی برای عروسی این ۲ نفر تدارک دید.

در زمان واثق، شورش‌هایی در شام و فلسطین روی داد؛ به همین دلیل او اشناس را به ولایت شام فرستاد؛ و بعدها مغرب و مصر را نیز به قلمرو حکمرانی وی افزود. اشناس در سال ۲۲۶ ه‍.ق امیر مکه و مدینه هم بود.جلال‌الدین سیوطی در کتاب تاریخ الخلفاء (ص ۲۲۶) می‌نویسد 
 سیوطی آرد: در سال ۲۲۸ ه‍.ق الواثق باللّه اشناس ترکی را به سلطنت برگزید و وی را دو شال جواهرنشان و تاج گوهرنشان ارزانی داشت و گمان می‌کنم واثق نخستین خلیفه‌ای بود که سلطانی تعیین کرد.
و در ص ۲۳۹ آرد:
و در نخستین سال خلافت المعتز باللّه اشناس که واثق اورا به سلطنت برگزید، درگذشت و از خود پانصد هزار دینار بجای گذاشت.